# .45 Blaser
Die .45 Blaser ist eine Gewehrpatrone. Ursprünglich von Romey als großkalibrige Unterschallpatrone für eine schallgedämpfte Version des Erma SR 100 konzipiert, fand sie, nachdem der ursprünglichen Verwendung kein Erfolg beschieden war, eine bescheidene Verbreitung als Jagdpatrone für die Jagd auf Schwarz- und Rehwild. Ziel war es, eine Patrone für Drück- und Bewegungsjagden zu entwickeln, die sich unempfindlich gegenüber Hindernissen in der Flugbahn zeigt und eine hohe Stoppwirkung erzielt. Sie ist in einer Kooperation mit der Firma W. Romey entstanden.
Im deutschen Nationalen Waffenregister (NWR) wird die Patrone unter Katalognummer 1735 ohne Synonyme geführt.

## Ballistik
Durch das (für eine Rehwildpatrone) recht hohe Geschossgewicht von 22,7 Gramm soll die Patrone unempfindlich gegen Hindernisse in der Flugbahn sein. Auch erhofft sich der Hersteller eine geringe Wildbretzerstörung durch die Patrone.
Die relativ niedrige Mündungsgeschwindigkeit (620 m/s gegenüber 785 m/s bei einer .308 Winchester als Beispiel) soll durch das hohe Geschossgewicht ausgeglichen werden und dem Geschoss die nötige kinetische Energie verleihen.